# Compagnie des Mines de Cuivre de Huelva
La Compagnie des Mines de Cuivre de Huelva fue una empresa minera de capital francés que operó en territorio español dedicada a la extracción de cobre. A lo largo de su existencia llegó a poseer varios yacimientos en la provincia de Huelva, muchos de ellos situados en la cuenca minera de Tharsis-La Zarza. Sin embargo, diversas vicisitudes echaron al traste el negocio y acabarían marcando el declive económico de la empresa.

## Historia
La compañía fue constituida en París el 23 de junio de 1855, contando con un capital de seis millones de francos. Entre sus accionistas se encontraban el duque de Glücksbierg, Eugenio Duclerc, los hermanos Pereire o el Crédito Mobiliario Español. Duclerc asumió el puesto de director general, mientras que el ingeniero Ernest Deligny fue designado director de explotaciones. Poco después de su creación la empresa absorbió a la Compañía Investigadora de Tharsis, haciéndose con las concesiones que esta había obtenido para explotar numerosos yacimientos en la provincia de Huelva.
Durante sus primeros años la empresa vivió un auge en sus actividades, repartiendo elevados dividendos entre sus accionistas. Para 1858 el núcleo minero de Tharsis contaba con una plantilla de 2500 trabajadores y tenía una producción mensual de 9.000 toneladas de piritas. Sin embargo, diversos problemas como la depreciación del cobre en los mercados internacionales o las dificultades para el transporte de los minerales hasta la costa ensombrecieron el futuro de la compañía. Durante los siguientes años la compañía vivió una serie altibajos que motivaron cambios en su organigrama. Ante la mala situación económica, la dirección se puso en contacto con Charles Tennant y otros capitalistas británicos con el fin de encontrar una salida. En noviembre de 1866 se acordó el alquiler de las minas que poseía a la recién creada Tharsis Sulphur and Copper Company Limited por un período de 98 años. Finalmente, en 1878 ambas empresas acabarían fusionándose.